# Lazyboy
Lazyboy er et musikprojekt, der i 2004 udgav albummet Lazyboy TV. Projektet styres af Søren Nystrøm Rasted, der også er medlem af det danske band Aqua.
Lazyboy blev anmelderrost i hele verden og nåede også ind på udenlandske hitlister, bl.a. opnåede singlen Underwear goes inside the pants en femteplads på den australske hitliste.
Den 5. december 2012 udgav LazyB "2012 - Shift happens". Musikvideoen var instrueret af Alan Smithee og indeholder billeder fra det forgangne års begivenheder. Nummeret indeholdt vokal fra Lene Nystrøm og spoken word af David Bateson.

## Diskografi
| Title      | Details                                                                |
| ---------- | ---------------------------------------------------------------------- |
| Lazyboy TV | - Released: November 2004 - Label: Universal - Format: CD+DVD, digital |

### Singles
| Titel                             | År   | Højeste hitlisteplacering | Højeste hitlisteplacering | Certificering | Album                     |
| Titel                             | År   | AUS                       | UK                        | Certificering | Album                     |
| --------------------------------- | ---- | ------------------------- | ------------------------- | ------------- | ------------------------- |
| "Facts of Life"                   | 2004 | -                         | -                         |               | Lazyboy TV                |
| "Underwear Goes Inside the Pants" | 2004 | 5                         | 30                        | - ARIA: Gold  | Lazyboy TV                |
| "Inhale Positivity"               | 2004 | 78                        | —                         |               | Lazyboy TV                |
| "This Is the Truth"               | 2005 | —                         | —                         |               | Lazyboy TV                |
| "2012 – Shift Happens"            | 2012 | —                         | —                         |               | Skabelon:Non-album single |